# Rudolf Havenstein

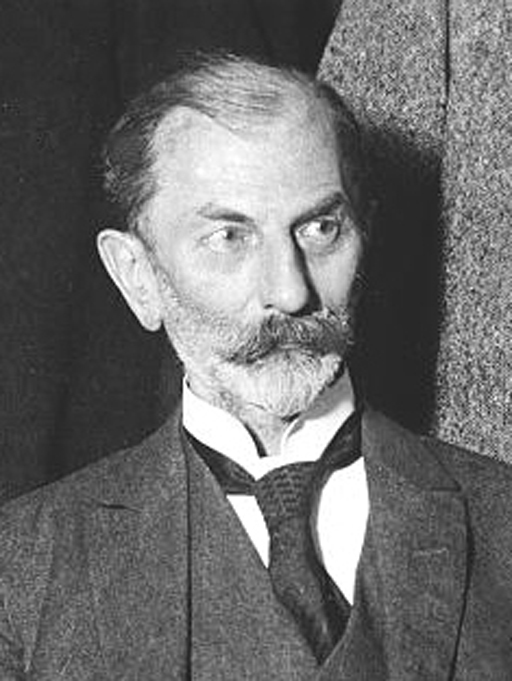
Rudolf Havenstein

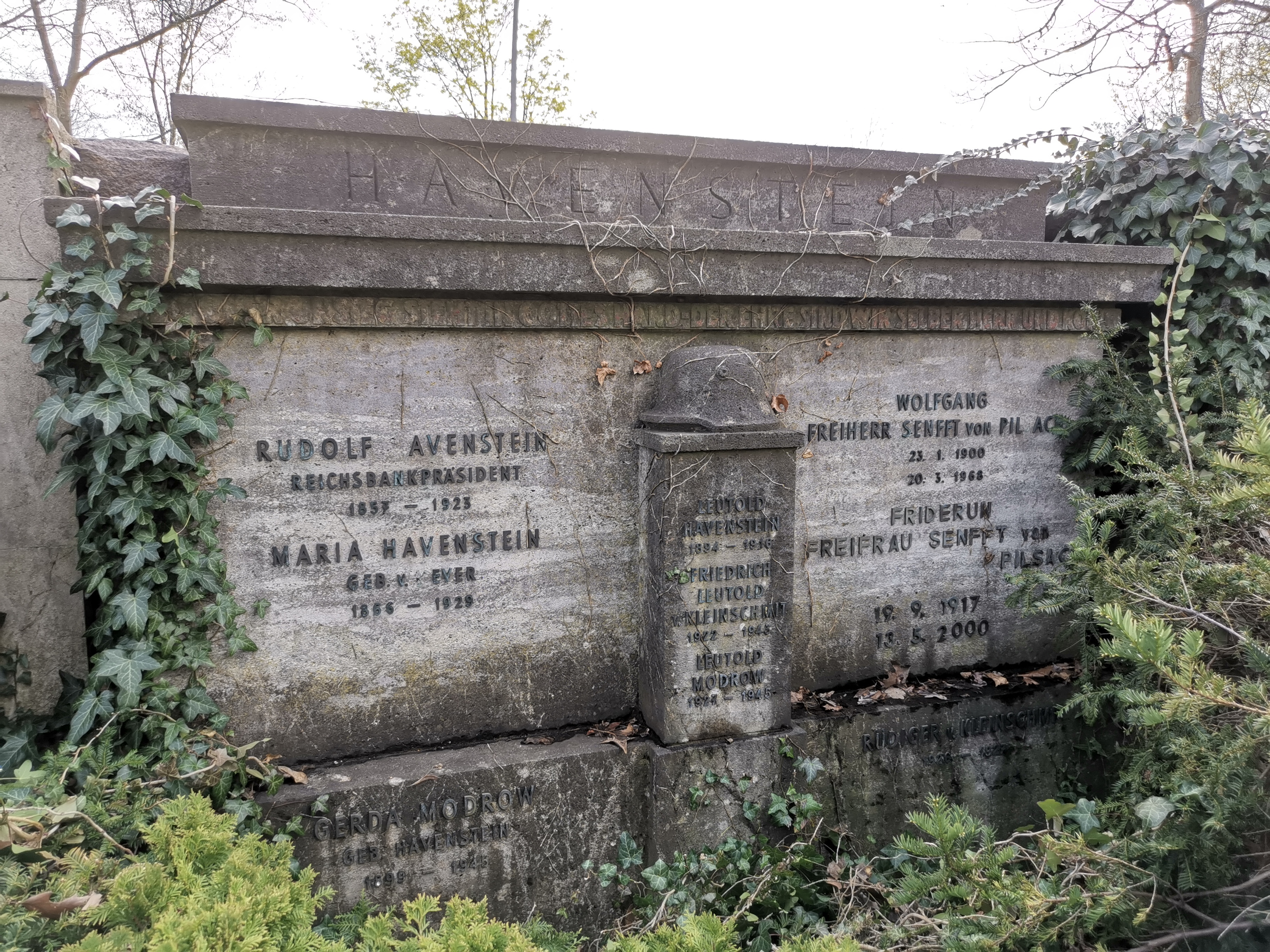
Grab auf dem Friedhof Berlin-Dahlem (Feld 1), Zustand 2023

Rudolf Emil Albert Havenstein (* 10. März 1857 in Meseritz, Provinz Posen; † 20. November 1923 in Berlin) war ein deutscher Jurist und Präsident der Reichsbank.

## Herkunft
Seine Eltern waren Robert Havenstein (1825–1905), Landgerichtsdirektor in Stargard/Pommern sowie Mitglied des preußischen Abgeordnetenhauses, und dessen Ehefrau Bertha Braut (1829–1872), Tochter des Gymnasialdirektors in Brandenburg Friedrich Wilhelm Braut (1793–1863) und der Albertine Pfitzer.

## Leben
Rudolf Havenstein stammte aus einer Beamtenfamilie und studierte Rechtswissenschaften in Heidelberg und Berlin. Nach dem Studium war Havenstein ab 1876 im preußischen Justizdienst tätig, 1887 begann seine Karriere als Richter, bis er im Jahr 1890 ins preußische Finanzministerium wechselte.
Am 10. Oktober 1889 ehelichte er Maria von Meyer (1866–1929), die Tochter des Abgeordneten Wilhelm von Meyer.
Er bekleidete von 1900 bis 1908 das Amt des Präsidenten der Königlichen Seehandlung. Anschließend war er vom 6. Januar 1908 bis zu seinem Tod 1923 Präsident der Reichsbank. In seiner Amtszeit wurden die Reichsbanknoten zum gesetzlichen Zahlungsmittel erklärt. Auf den deutschen Reichsbanknoten von 1908 bis 1923 ist daher Havensteins Unterschrift aufgedruckt. Während seiner Amtszeit fanden die Inflation 1914 bis 1923 und die Hyperinflation von 1923 statt. 1918 erhielt er die Goldene Leibniz-Medaille.
Havenstein führte die Ausgabe von Darlehnskassenscheinen wieder ein und war auch an der Einführung der Kriegsanleihen zu Beginn des Ersten Weltkriegs wesentlich beteiligt.
Während eines kurzen Erholungsurlaubs im November 1923 – in seinem 67. Lebensjahr – bekam Havenstein eine Grippe und kehrte am 19. November krank nach Hause zurück. Er starb am 20. November 1923 in seiner Berliner Dienstwohnung an einem Herzinfarkt.
Direktorium und Zentralausschuss der Reichsbank lehnten Hjalmar Schachts Kandidatur als Reichsbankpräsident vehement ab und zogen Karl Helfferich von der Deutschen Bank vor. In der neuen Reichsregierung von Wilhelm Marx setzten sich jedoch die Kräfte durch, die Schacht als neuen Reichsbankpräsidenten wollten. Dieser trat das Amt am 8. Januar 1924 an.
Rudolf Havenstein wurde auf dem St. Annen-Friedhof in Berlin-Dahlem bestattet.

## Ehrung
Die Havensteinstraße in Berlin-Lankwitz trägt seit 1915 seinen Namen.